# Daniel Pliński
Daniel Pliński est un joueur polonais de volley-ball né le 10 décembre 1978 à Puck (voïvodie de Poméranie). Il mesure 2,05 m et joue central. Il totalise 68 sélections en équipe de Pologne.

## Clubs
| Club               | Pays    | De        | À         |
| ------------------ | ------- | --------- | --------- |
| Stolarka Wołomin   | Pologne | 1997-1998 | 2001-2002 |
| Płomień Sosnowiec  | Pologne | 2002-2003 | 2003-2004 |
| Jastrzębski Węgiel | Pologne | 2004-2005 | 2006-2007 |
| Skra Bełchatów     | Pologne | 2007-2008 | …         |

## Palmarès
- Championnat du monde
  - Finaliste : 2006
- Championnat d'Europe (1)
  - Vainqueur : 2009
- Championnat de Pologne (2)
  - Vainqueur : 2008, 2009
  - Finaliste : 2006, 2007
- Coupe de Pologne (3)
  - Vainqueur : 2003, 2004, 2009